# پیتر کالینز (راننده مسابقه)
پیتر جان کالینز (انگلیسی: Peter John Collins؛ زادهٔ ۶ نوامبر ۱۹۳۱ در کیدرمینستر، ووسترشر – درگذشتهٔ ۳ اوت ۱۹۵۸ در بن، آلمان) رانندهٔ مسابقات اتومبیل‌رانی اهل بریتانیا بود. او دوران فعالیت حرفه‌ای خود را در سال ۱۹۴۹ و در سن ۱۷ سالگی آغاز کرد. کالینز در مسابقه فرمول یک گراند پری ۱۹۵۸ آلمان، و تنها چند هفته پس از پیروزی در گراند پری آرای‌سی بریتانیا کشته شد.